# 武松
武松是中国古典白话小说《水浒传》中的重要角色，梁山一百单八将之一，上应伏魔殿中逃出的天伤星，綽號“行者”。因在家中排行第二，又称武二、武二郎、武行者，以景阳冈打虎、怒杀潘金莲与西门庆、醉打蒋门神、血溅鸳鸯楼等一系列故事而为人熟知，是《水浒传》中最家喻户晓的人物之一。古典白话小说《金瓶梅》的故事背景也與武松有關。除小说外，京剧、扬州评话、山东快书等戏曲、曲艺中也有众多以武松为主要角色的剧目、书目。

## 《水浒传》成书前
宋朝的说话艺术中，已经出现了武松这一人物，以佛教行者为形象。罗烨《醉翁谈录》将当时的说话分为八类，其中“杆棒”类下即有《武行者》一书，但具体内容不详。话本《大宋宣和遗事》中也出现了绰号“行者”的武松，名列宋江三十六人之中，但除此以外没有任何具体故事或事迹。周密《癸辛杂识·续集》中记载，画家龚开根据“街谈巷语”创作了《宋江三十六赞并序》，其中“行者武松”的赞文是：“汝优婆塞，五戒在身。酒色财气，更要杀人。”可知武松在当时说话中的形象是一个不遵守戒律的佛门行者。:20,22,40
在元杂剧中，也有以武松为主人公的剧目，即红字李二创作的《折担儿武松打虎》和《窄袖儿武松》（或为同一种剧），但剧本已经失传。:3042-3043

## 《水浒传》

### 年少无赖
武松为清河縣人氏，自幼无父无母，家境清贫，靠患有侏儒症的哥哥武大以卖炊饼抚养成人。生得魁梧雄壮，仪表不俗，眉如刷漆，目射寒光，有万夫不当之勇。武松个性偏激，嗜酒无赖，后因在家鄉犯罪，投奔沧州富户柴进庄上避难，一住就是兩年；武松脾气凶暴，更兼力大异常，莊客皆惧之，又因常与莊客起冲突而屡被投訴，最终使得柴進也对其颇有不满。後宋江亦因犯下重罪投奔于柴进庄上，与武松相识，见其相貌堂堂，又胆气过人，便結拜为义兄弟。随后武松得知當初在家乡被其醉打之人只是受伤而未死，便打道回府，在阳穀县境内的“三碗不过冈”酒店内喝了十八碗酒后，在景阳冈上徒手击毙猛虎一条，得阳穀县令赏识，留其做步兵都头，與其兄武大一同留居陽穀縣。

### 亡命江湖
武大妻子潘金莲，先是勾引武松，遭严辞拒绝，后又与西门庆勾搭成奸並毒殺武大。武松闻讯大怒，向官府告状不成，便计划动武报仇，于是强行抓来左邻右舍，关在门内，要在其见证下逼迫潘金莲招供。事后当即将潘金莲剖腹挖心、割下头颅，并前往西门庆正寻欢作乐的酒楼内将其斩首，提男女两颗人头摆在灵前以祭奠其兄。案发后，武松前往官府自首，被判刺配孟州充军。路途中在十字坡黑店遭遇卖人肉馒头的张青、孙二娘夫妇，识破其伎俩，与欲加害于己的孙二娘及其数名伙计大打出手，张青见孙二娘等皆被武松三拳两脚制服，慌忙赶往道歉，三人遂结为好友。抵达孟州后，武松卷入江湖帮派之争，因受安牢頭之子施恩金银酒肉款待照料，为报恩情，便以打手身份痛殴蔣門神一伙，助施恩夺回被强占的快活林酒店。
蒋门神遂与督監张蒙方、张团练勾结，栽赃武松，并暗中部署狱警并杀手数人在发配途中结束武松性命，却被武松在飞云浦尽数斗杀。返回孟州后，武松寻思只杀数人并不解恨，自言道：“便是杀一百个，也只是这一死！”遂在鸳鸯楼大开杀戒，先后砍死张都监、张团练、蒋门神及楼内无辜男女老幼共计十五口人，並从尸体上撕下衣物，沾着人血在墙上寫下「殺人者，打虎武松也！」挑釁官府。逃出孟州后，武松在张青、孙二娘的帮助下伪装成行者模样以避通緝，随身佩戴一条以人骨制成的佛珠以及一对雪花镔铁戒刀。至此，武松对朝廷彻底绝望，头陀僧人的打扮亦未曾再有改变。夜走蜈蚣嶺后，在孔家庄再次巧遇宋江，武、宋二人相逢甚欢，饮酒畅谈，道别后武松只身前往二龙山投奔鲁智深与杨志，成为山寨三大头领之一。

### 梁山落草
後二龙山、白虎山、桃花山三山聚义攻打青州时集体加入梁山泊。大聚义后武松排名第十四位好汉，上应三十六天罡中的天伤星，担任步军十大头领之一。
上梁山后，武松作为步军主将之一，多次参与对阵宋朝官军的战争，斩杀颇多。招安时，尽管武松是山寨内反对最激烈的头领之一，但其后仍跟随宋江依朝廷旨意参与征战四方。对敌英勇，在征讨辽军时，武松咆哮冲入太阳阵内，斩杀敌方骑将耶律得重；征田虎时，于乱军中杀敌偏将沈安；平方腊苏州之战时，斩首敌大将方貌；杭州之战，武松躲过敌方骑将贝应夔奇袭，奋力将其拖下马并剁去头颅；征方腊之役末期，武松挥舞双刀直取敌方大将“郑魔君”郑彪，却遭敌妖道包道乙以玄天混元劍暗算，不幸痛失左臂，伤残后退往後方修養未再上陣。梁山攻克方臘後，武松以身残为由拒绝进京做官，于六和寺出家，享年八十善终。

## 人物评价
金圣叹对武松给予了高度评价，认为其在梁山一百单八将中最为“绝伦超群”：“武松，天人也。武松天人者，固具有鲁达之阔，林冲之毒，杨志之正，柴进之良，阮七之快，李逵之真，吴用之捷，花荣之雅，卢俊义之大，石秀之警者也。断曰第一人，不亦宜乎？”:220

## 故事源流
有学者指出，《水浒传》中一百单八将的绝大多数，特别是重要人物，在初次登场后不久都会有一首出场诗，且末两句会提到人物的绰号。然而武松的出场诗直到第五十七回才出现。武十回的文本也有一些特点：只出现了武松、张青、孙二娘、施恩四位梁山好汉，且都没有出场诗；武松自首后出现的东平府尹陈文昭，是全书中罕见的清官，有大量赞美之词；此前和此后都是连贯的宋江故事。因此，在《水浒传》的早期版本中，武松可能戏份不多，在今本第五十七回才初次登场，后来才有人把成熟的、自成体系的武松故事插入书中，成为今本的武十回。
在具体故事的源流上，武松景阳冈打虎的故事，受到元杂剧《折担儿武松打虎》和小说《残唐五代史演义传》李存孝打虎的影响；十字坡人肉馒头黑店的故事，来自元话本《好儿赵正》；武松被嫂嫂勾引、杀嫂报仇的故事及描写，则从元杂剧《鲠直张千替杀妻》、《燕青博鱼》等演化而来。

## 《金瓶梅》
《金瓶梅》以西门庆和潘金莲为主人公，故事背景改编自《水浒传》。《金瓶梅》中的武松故事，从景阳冈打虎到杀嫂祭奠武大，与《水浒传》总体一致，区别在于初次报仇时誤杀了他人，流放孟州，后遇大赦归来时西门庆已病死，于是杀死潘金莲，投奔二龙山。此外，书中武松兄弟为阳穀县人，故事则发生在清河县。

## 后世戏曲、曲艺

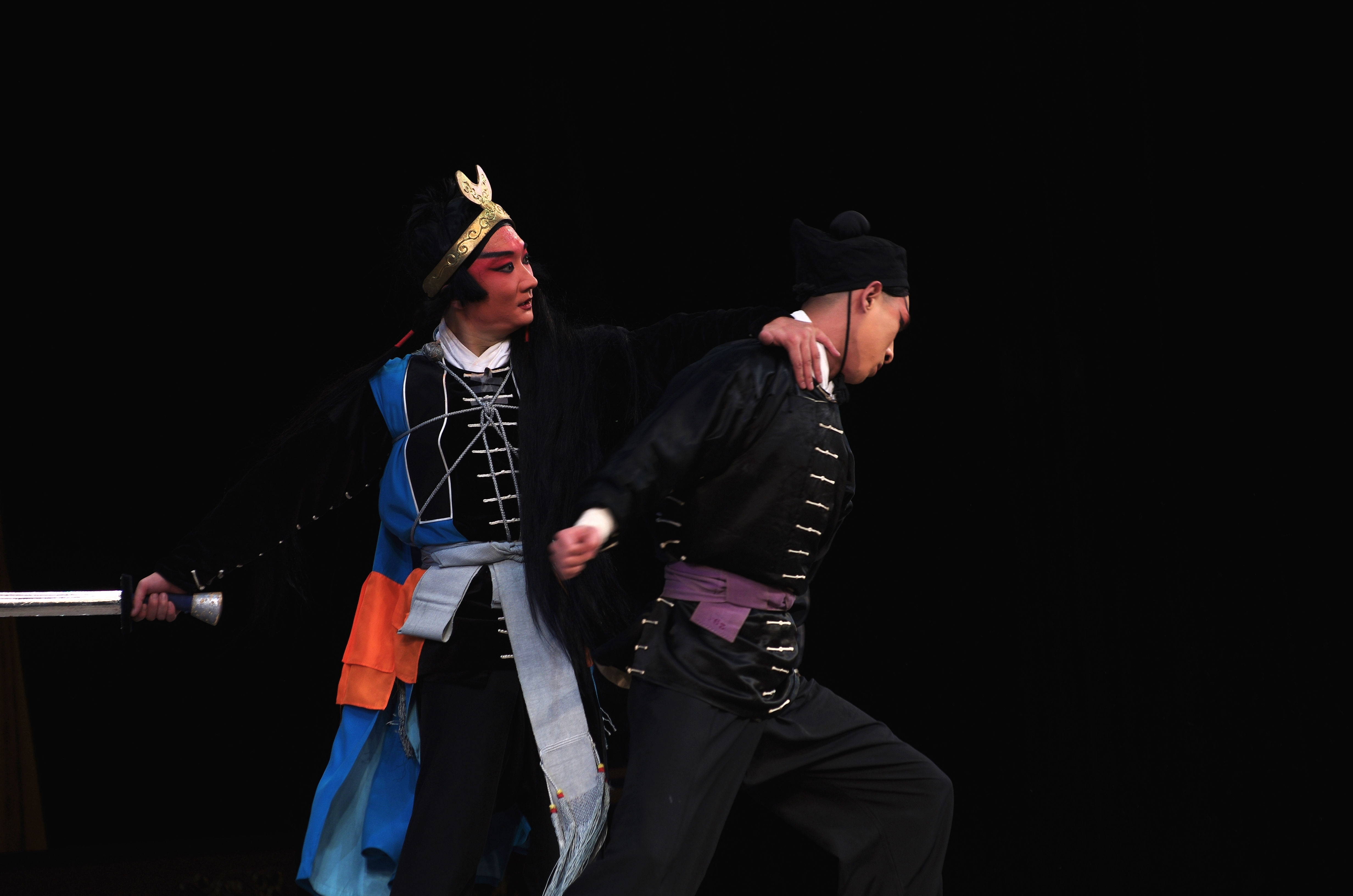
京剧《蜈蚣岭》

明代沈璟创作传奇《义侠记》，共三十六出，大致与《水浒传》武十回相当，但没有斗杀西门庆的部分，此外又增加一条故事线，讲述武松妻子贾氏寻访武松，最终在梁山团聚，昆剧、京剧和一些地方剧种中的武松戏多源出于此。:348京剧武生盖叫天尤其擅演武松戏，有“江南活武松”之称。:796
扬州评话擅讲水浒，尤以“武十回”为代表。1959年，王少堂口述的扬州评话《武松》整理出版，长达八十多万字，颇有影响。山东快书早期专门讲述武松故事，表演者在民间又称“唱武老二的”、“唱大个子的”。1957年，整理出版了高元钧等口述的《山东快书武松传》，其中除水浒武松故事外，还有脱胎于赵匡胤斗董家五虎的《东岳庙》（又称《武松赶会》），脱胎于水浒鲁智深打周通的《石家庄》（又称《武松装姑娘》）。:95
在京剧:18、粤剧:184、浦江乱弹、扬州评话、杭州评话:153等众多戏曲、曲艺中，均有“武松单臂擒方腊”的故事，与《水浒传》中方腊为鲁智深所擒的结局不同。

## 杭州传说

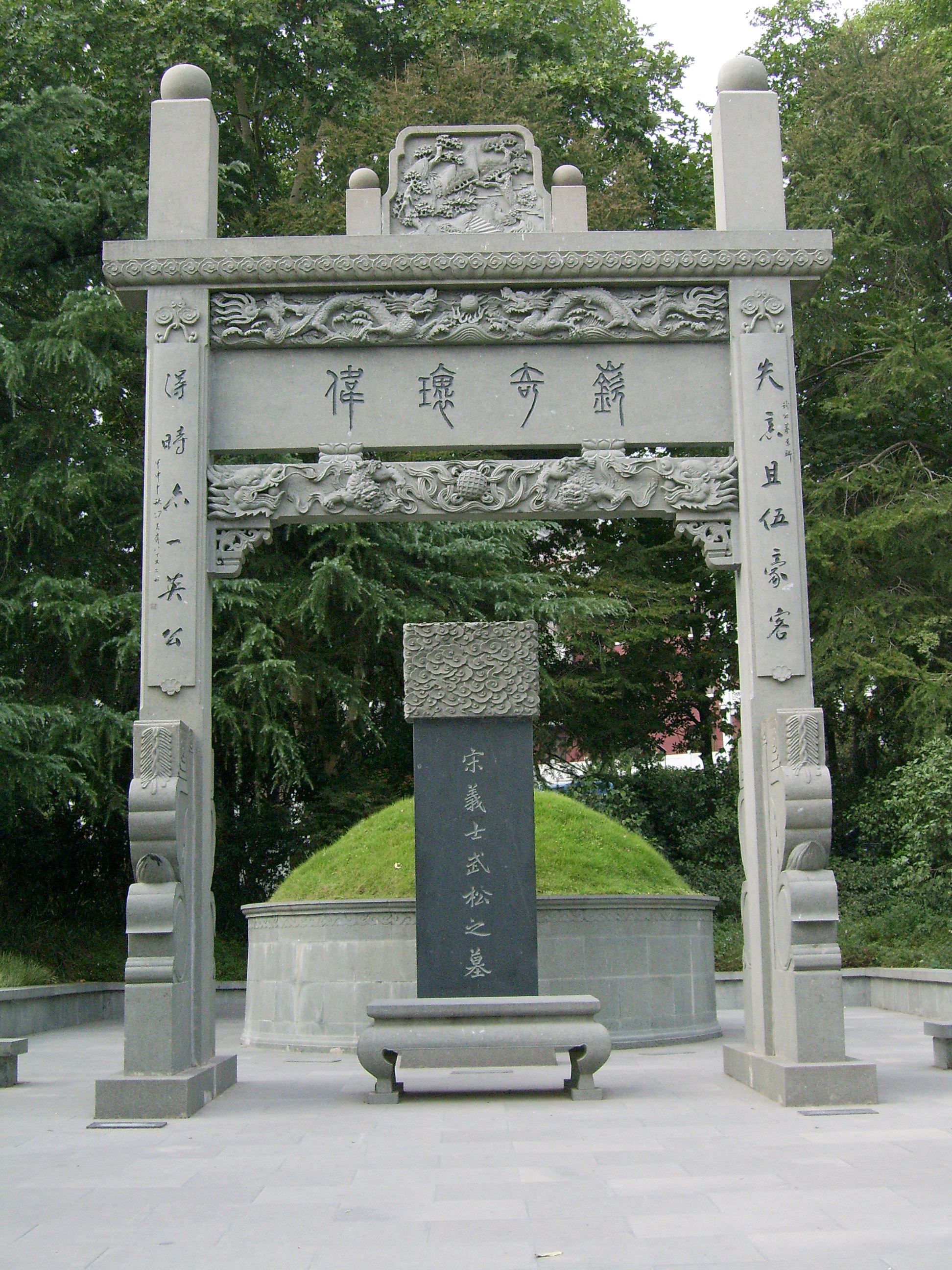
西湖畔的武松墓

《水浒传》中武松在晚年在杭州度过，因此有许多与武松有关的传说。清朝《亭立记闻》记载，西湖附近的赤山埠建有武松庙。杭州评话《后水浒》（《破杭城》）说，武松并非善终，而是与入侵的金兵作战，死于赤山埠。:24
清朝《湖壖杂记》记载，清初在钱塘江边曾出土刻有“武松之墓”的石碑。又有说法称，光绪十九年（1893年）在涌金门附近出土上书“武松之柩”的棺材。近代，张啸林在西泠桥附近主持建造武松墓，时间不晚于1915年。:177-180:261929年西湖博览会前，杜月笙、虞洽卿又出资重修。:164
1929年出版的旅游指南《游西湖的伴侣》中称：武松在历史上确有其人，是涌金门外的卖艺人士，后受知州高权赏识，担任提辖，后来蔡京之子蔡鋆继任知州后鱼肉百姓，武松将其刺杀，被捕后死于狱中，民众集资在西泠桥畔为其建墓。:7该说法在互联网上广为流传，并称其本自《临安县志》、《西湖大观》、《杭州府志》、《浙江通志》，但学者考据地方志中无此记载，甚至不存在《西湖大观》一书。

## 影視
| 影视作品          | 类别       | 年份 | 飾演者 | 备注               |
| ----------------- | ---------- | ---- | ------ | ------------------ |
| 武松              | 京剧电影   | 1963 | 盖叫天 | 上海京剧团演出     |
| 快活林            | 电影       | 1972 | 狄龙   | 张彻導演           |
| 水滸傳            | 电影       | 1972 | 狄龙   | 张彻導演           |
| 水浒传            | 电视剧     | 1973 | 鼻肇   | 日本电视台制作     |
| 荡寇志            | 电影       | 1975 | 狄龙   | 张彻、午马执导     |
| 武松              | 电影       | 1982 | 狄龙   | 李翰祥导演         |
| 水浒              | 电视剧     | 1983 | 祝延平 | 山东电视台制作     |
| 水浒英雄传        | 电视剧     | 1992 | 刘家辉 | TVB制作            |
| 水浒笑传          | 电影       | 1993 | 許冠傑 | 高志森导演         |
| 少女潘金蓮        | 电影       | 1994 | 單立文 | 李翰祥导演         |
| 恨锁金瓶          | 电视剧     | 1994 | 曾伟权 | TVB制作            |
| 金瓶梅            | 電影电视剧 | 1995 | 顾冠忠 | 譚銘导演           |
| 水浒传            | 电视剧     | 1998 | 丁海峰 | 中国中央电视台制作 |
| 情义英雄武二郎    | 电视剧     | 2000 | 王伟   | 山东三冠影视制作   |
| 金瓶梅2：愛的奴隸 | 电影       | 2009 | 吴庆哲 | 錢文錡导演         |
| 水浒传            | 电视剧     | 2011 | 陈龙   | 如意吉祥影视等制作 |
| 武松              | 电视剧     | 2013 | 游大庆 | 长城影视制作       |
| 伏虎武松          | 網絡大电影 | 2020 | 袁福福 | 崔炎龍執導、編劇   |